# 前の山太郎
前の山 太郎（まえのやま たろう、1945年3月9日 - 2021年3月11日）は、大阪府北河内郡庭窪村（現在の守口市）出身で高砂部屋に所属した大相撲力士。本名は清水 和一（しみず かずいち）、旧姓は金島（かねしま）。身長186cm、体重133kg。最高位は東張出大関。得意手は突っ張り、左四つ、寄り。
元前頭・朝若との養子縁組時は中矢（なかや）を名乗った。実弟に同部屋の幕下力士・佐田岬（後に前の湖と改名）がいる。

## 来歴

### 現役時代
浪商高校入学直後までは野球部に所属していたが、長身の体格を見込まれ相撲部に入部して大阪府の大会に出場するなど活躍した。そこで自信を持ち、高校を1年で中退し兄と共に高砂部屋に入門、1961年3月場所に初土俵を踏んだ。しかしその場所中の稽古で左腕を故障し、一度序ノ口に付いたが7月場所には再び番付外から相撲を取った。幕内定着後に本人が、礼儀や上下関係に関して「最高に厳しい」と評するような部屋の環境などに苦労したのか、取的時代は脱走の常習犯であり、都合7回も部屋を逃げては戻るを繰り返していた。そんな前の山を連れ戻すために時には部屋関係者が警察に捜索願を出したこともある。一時は廃業も考えたがアメリカ合衆国・ハワイ州から来日した高見山の入門で刺激を受け、師匠高砂（元横綱前田山）の励ましもあり奮起した。前の山は、それまで同世代の高砂部屋力士自体特別稽古を多く積んでいた訳ではなかったが、高見山のおかげで周囲に言われるようになって稽古をしたと、後に感謝を述べている。1965年のある日の夜にタニマチに宴席へ連れられた際には同席していた大鵬から「まだ幕下なのにこんな遅くまで遊んでいてはいけない。早く帰れ」と言われて小遣い20万円（現在の100万円に相当）を渡されたことがある。
再出世以降は着実に番付を上げて行き、1965年11月場所には十両に昇進、1966年11月場所には新入幕を果たした。師匠譲りの張り手を交えた徹底した突き押し相撲で、1968年3月場所に関脇に昇進する。1969年1月場所前の座談会では、前の山の取り口について大鵬が「下手からの芸が多いんだよね。まあ、前の山は体もあるし、地力もあるんだから、心がけ次第で良くなっていくんじゃないの。差したら必ずカイナを返し、上手から攻めていけばいいよ」と話していた。1969年5月場所に東前頭筆頭で11勝4敗の成績を挙げて三役に復帰してからは三役に定着。同年9月場所10日目の大鵬戦は、立合い左から強烈な張り手を見舞って、大鵬の動きを止めると、その隙に乗じて一気に押し出し、大鵬戦はこの10度目の挑戦でようやく初勝利。1970年7月場所には13勝2敗の成績を挙げ横綱北の富士との優勝決定戦で敗れたものの場所後に大関に昇進した。
しかし、1970年9月場所前の稽古中に右足を故障し、新大関の場所は全休を余儀なくされた。翌11月場所はいきなり大関角番だったが、なんとか9勝6敗と勝ち越して角番脱出。だが、この右足の怪我の影響で本来の相撲が取れなくなり大関時代には一度も2ケタの勝ち星を挙げることができなかった。1972年1月場所で5日目から途中休場、2度目の角番となった翌3月場所の12日目、大関琴櫻を張り手で気絶させた一番が相撲競技監察委員会から「無気力相撲」との注意を受けた。監察委が発足してから初の無気力相撲認定事例である。この場所から審判部長となっていた師匠・高砂（元横綱朝潮。この前年に部屋を継いでいた。）は事態を重く見て前の山に休場を勧め（表向きの発表は「胆嚢症と自律神経失調症」だったが、監察委からの注意が本当の理由であることは報道でも指摘されている）、大関で2場所連続負け越しにより関脇へ陥落、大関在位は僅か10場所だった。そのうち2場所が9勝6敗、5場所も連続して8勝7敗だったこともあって、「クンロク大関」「ハチナナ大関」とも揶揄されていた。翌5月場所、関脇で7勝8敗に終わり大関復帰は成らず、以降は幕内中位での相撲が続いた。最終場所の1974年3月場所初日の吉の谷戦で足取り（それも波まくら型ではなく、いわゆるレスリングの「シングルレッグダイブ」型の変則の足取り）で敗れた例に表われるように、相撲内容が決して良いとは言えない状況に終始した。
現役時代は均整のとれた体躯をしており、師匠譲りの張り手を交えた気合十分の猛突っ張り、左差し右おっつけからの力強い相撲を見せた。同部屋の朝嵐からは「右足の怪我がなければ横綱」と評されていた。

### 親方として
1974年3月場所を最後に現役を引退し、年寄・高田川を襲名するとともに高砂部屋から独立して高田川部屋を新設した。小結前乃臻（後に前乃森と改名）、剣晃、幕内鬼雷砲らを育てるなど順風満帆ではあったが、1998年1月には周囲の反対を押し切り相撲協会の理事に立候補したため、当時所属していた高砂一門から破門され無所属となった。さらに同年3月には後継者に指名していた剣晃が、汎血球減少症による肺出血という奇病のため、現役中にわずか30歳で早逝という悲運に見舞われた。
1999年以降関取が不在で低迷していた時期も長かったが、2004年には貴乃花部屋から千田川親方（元関脇安芸乃島）が移籍。自ら弟子たちに胸を出す千田川の熱心な指導の甲斐もあり、2005年9月場所には大雷童が十両に昇進し、久しぶりに関取が復活した。弟子たちが相次いで師匠前の山の現役時代の名「太郎」を名乗り注目を集めている。
協会では、2期4年理事を務めたが、北の湖理事長就任が確実視されると理事立候補を止め、役員待遇に勇退する形で北の湖体制を支えた。境川理事長が推進した協会自主興行制の巡業には一貫して反発。勧進元制巡業に戻した北の湖理事長は、この経緯を買い、巡業の活性化を期待して高田川を2006年に異例の契約推進担当副部長に据えた。2007年の夏巡業で北海道での興行が復活するなど、手腕を発揮した。
2009年8月5日に千田川と年寄名跡を交換する形で部屋を譲った。2010年3月8日に日本相撲協会を停年退職した。
2021年3月11日に多臓器不全のため死去。76歳没。日本相撲協会は29日に前の山の死去を発表した。葬儀は家族葬で行われた。
現役時代は富士櫻の兄弟子として稽古を付け、部屋持ち時代末期には竜電の師匠を務めた。両者は甲府市の郷土力士であり、いわばこの2人を繋ぐ元大関であった。

## 主な成績
- 通算成績：487勝397敗48休　勝率.551
- 幕内成績：343勝305敗34休　勝率.529
- 大関成績：67勝56敗27休　勝率.545
- 通算在位：79場所
- 幕内在位：46場所
- 大関在位：10場所
- 三役在位：15場所（関脇11場所、小結4場所）
- 金星：1個（柏戸1個）
- 三賞：5回
  - 殊勲賞：3回（1969年7月場所、1970年3月場所、1970年5月場所）
  - 敢闘賞：2回（1969年5月場所、1970年7月場所）
- 各段優勝
  - 十両優勝：1回（1966年7月場所）

### 場所別成績
| | 一月場所 初場所（東京） | 三月場所 春場所（大阪） | 五月場所 夏場所（東京）   | 七月場所 名古屋場所（愛知） | 九月場所 秋場所（東京）   | 十一月場所 九州場所（福岡） |
| --- | ----------------------- | ----------------------- | ------------------------- | --------------------------- | ------------------------- | --------------------------- |
| 1961年 （昭和36年） | x                       | （前相撲）              | 西序ノ口26枚目 休場 0–0–7 | （前相撲）                  | 東序ノ口21枚目 休場 0–0–7 | （前相撲）                  |
| 1962年 （昭和37年） | 西序ノ口25枚目 5–2      | 西序二段62枚目 5–2      | 西序二段25枚目 6–1        | 西三段目63枚目 2–5          | 東三段目83枚目 5–2        | 西三段目52枚目 2–5          |
| 1963年 （昭和38年） | 東三段目71枚目 5–2      | 東三段目28枚目 4–3      | 東三段目18枚目 3–4        | 東三段目27枚目 3–4          | 西三段目40枚目 5–2        | 東三段目11枚目 5–2          |
| 1964年 （昭和39年） | 西幕下83枚目 5–2        | 東幕下62枚目 4–3        | 東幕下57枚目 5–2          | 東幕下43枚目 3–4            | 東幕下49枚目 3–4          | 東幕下53枚目 6–1            |
| 1965年 （昭和40年） | 東幕下30枚目 4–3        | 西幕下22枚目 4–3        | 東幕下17枚目 4–3          | 東幕下14枚目 5–2            | 東幕下5枚目 5–2           | 西十両18枚目 10–5           |
| 1966年 （昭和41年） | 東十両10枚目 6–9        | 西十両14枚目 8–7        | 東十両12枚目 9–6          | 東十両6枚目 優勝 13–2       | 西前頭14枚目 8–7          | 東前頭9枚目 11–4            |
| 1967年 （昭和42年） | 西前頭筆頭 4–11         | 東前頭8枚目 9–6         | 西前頭3枚目 4–11          | 東前頭5枚目 9–6             | 東前頭2枚目 4–11          | 東前頭8枚目 10–5            |
| 1968年 （昭和43年） | 東前頭2枚目 9–6         | 西関脇 7–8              | 西前頭筆頭 9–6            | 東張出小結 8–7              | 西小結 9–6                | 西関脇 8–7                  |
| 1969年 （昭和44年） | 東関脇 5–10             | 西前頭2枚目 8–7         | 西前頭筆頭 11–4 敢★       | 西関脇 10–5 殊              | 西関脇 8–7                | 西張出関脇 8–7              |
| 1970年 （昭和45年） | 西張出関脇 8–7          | 西張出関脇 9–6 殊       | 東関脇 12–3 殊            | 東関脇 13–2 敢              | 西張出大関 休場 0–0–15    | 西張出大関 9–6              |
| 1971年 （昭和46年） | 西張出大関 9–6          | 東張出大関 8–7          | 西張出大関 8–7            | 東張出大関 8–7              | 西張出大関 8–7            | 西張出大関 8–7              |
| 1972年 （昭和47年） | 東張出大関 3–2–10       | 東張出大関 6–7–2        | 東張出関脇 7–8            | 西小結 8–7                  | 西小結 5–10               | 西前頭3枚目 5–4–6           |
| 1973年 （昭和48年） | 東前頭9枚目 10–5        | 西前頭2枚目 7–8         | 西前頭3枚目 4–11          | 西前頭11枚目 9–6            | 東前頭6枚目 8–7           | 東前頭4枚目 8–7             |
| 1974年 （昭和49年） | 東前頭筆頭 4–11         | 西前頭8枚目 引退 0–6–1  | x                         | x                           | x                         | x                           |
| 各欄の数字は、「勝ち-負け-休場」を示す。 優勝 引退 休場 十両 幕下 三賞：敢=敢闘賞、殊=殊勲賞、技=技能賞 その他：★=金星 番付階級：幕内 - 十両 - 幕下 - 三段目 - 序二段 - 序ノ口 幕内序列：横綱 - 大関 - 関脇 - 小結 - 前頭（「#数字」は各位内の序列） |                         |                         |                           |                             |                           |                             |

### 幕内対戦成績
| 力士名 | 勝数 | 負数  | 力士名 | 勝数 | 負数 | 力士名   | 勝数 | 負数 | 力士名   | 勝数 | 負数 |
| ------ | ---- | ----- | ------ | ---- | ---- | -------- | ---- | ---- | -------- | ---- | ---- |
| 青ノ里 | 3    | 1     | 浅瀬川 | 4    | 1    | 朝登     | 4    | 1    | 旭國     | 4    | 3    |
| 荒瀬   | 0    | 2     | 巌虎   | 0    | 1    | 追風山   | 2    | 1    | 扇山     | 1    | 1    |
| 大潮   | 1    | 0     | 大錦   | 1    | 0    | 大鷲     | 2    | 1    | 小城ノ花 | 1    | 0    |
| 魁傑   | 1    | 6     | 海乃山 | 8    | 3    | 開隆山   | 3    | 1    | 柏戸     | 4(1) | 8    |
| 北瀬海 | 2    | 2     | 北の湖 | 2    | 2    | 北ノ國   | 1    | 0    | 北の富士 | 6    | 25*  |
| 君錦   | 1    | 0     | 清國   | 12   | 20   | 黒姫山   | 8    | 7    | 高鉄山   | 9    | 1    |
| 琴櫻   | 15   | 17(1) | 金剛   | 2    | 2    | 佐田の山 | 0    | 5    | 大旺     | 1    | 0    |
| 大麒麟 | 14   | 16    | 大豪   | 1    | 1    | 大受     | 6    | 8    | 大雪     | 2    | 0    |
| 大鵬   | 3    | 13    | 大文字 | 1    | 0    | 大雄     | 7    | 2    | 大竜川   | 4    | 1    |
| 貴ノ花 | 5    | 10    | 玉の海 | 8    | 17   | 鶴ヶ嶺   | 0    | 1    | 天水山   | 1    | 0    |
| 天龍   | 3    | 2     | 時葉山 | 6    | 1    | 栃東     | 11   | 9    | 栃王山   | 2    | 0    |
| 栃富士 | 2    | 0     | 豊國   | 2    | 2    | 羽黒岩   | 9    | 5    | 長谷川   | 16   | 15   |
| 花光   | 5    | 2     | 廣川   | 5    | 0    | 福の花   | 13   | 8(1) | 藤ノ川   | 14   | 6    |
| 二子岳 | 11   | 2     | 増位山 | 3    | 2    | 丸山     | 1    | 0    | 三重ノ海 | 7(1) | 8    |
| 禊鳳   | 1    | 1     | 明武谷 | 5    | 2    | 陸奥嵐   | 14   | 12   | 豊山     | 2    | 6    |
| 豊山   | 5    | 4     | 吉王山 | 1    | 1    | 吉の谷   | 0    | 1    | 義ノ花   | 6    | 0    |
| 琉王   | 4    | 2     | 龍虎   | 9    | 8    | 若獅子   | 0    | 1    | 若秩父   | 3    | 1    |
| 若浪   | 6    | 5     | 若鳴門 | 2    | 0    | 若ノ海   | 2    | 2    | 若乃洲   | 1    | 0    |
| 若二瀬 | 12   | 3     | 若見山 | 1    | 4    | 若吉葉   | 2    | 0    | 輪島     | 2    | 8(1) |
| 鷲羽山 | 1    | 0     |        |      |      |          |      |      |          |      |      |

- 他に優勝決定戦で琴櫻に1敗がある。

## 現役時代の四股名
- 金島 和一（かねしま かずいち）1961年3月場所 - 1961年7月場所
- 金の島 和一（かねのしま - ）1961年9月場所 - 1961年11月場所
- 前ノ山 和一（まえのやま - ）1962年1月場所 - 1962年3月場所
- 前の山 和一（まえのやま - ）1962年5月場所 - 1962年9月場所
- 前ノ山 和一（まえのやま - ）1962年11月場所 - 1966年1月場所
- 前の山 和一（まえのやま - ）1966年3月場所 - 1967年5月場所
- 前の山 太郎（まえのやま たろう）1967年7月場所 - 1969年5月場所
- 前乃山 太郎（まえのやま - ）1969年7月場所 - 1970年11月場所
- 前の山 太郎（まえのやま - ）1971年1月場所 - 1974年5月場所

## 年寄変遷
- 高田川 和一（たかだがわ かずいち）1974年5月場所 - 2009年7月場所
- 千田川 和一（せんだがわ - ）2009年9月場所 - 2010年1月場所